# Tiffany Cohen
Tiffany Lisa Cohen, nach Heirat Tiffany Adams und Tiffany Lalonde, (* 11. Juni 1966 in Culver City, Kalifornien) ist eine ehemalige US-amerikanische Schwimmerin. Bei den Olympischen Sommerspielen 1984 in Los Angeles wurde sie über 400 m und 800 m Freistil Olympiasiegerin.

## Karriere
Tiffany Cohen schloss sich 1980 dem Mission Viejo Swim Team an. Ein Jahr später gewann sie bei den US-Meisterschaften ihren ersten Titel über 400 Meter Freistil. Insgesamt gewann sie 14 Meistertitel der Amateur Athletic Union und fünf Titel der National Collegiate Athletic Association.
Bei den Weltmeisterschaften 1982 in Guayaquil belegte sie den achten Platz über 200 Meter Freistil und den fünften Platz über 800 Meter Freistil. Über 400 Meter Freistil gewann sie die Bronzemedaille hinter Carmela Schmidt und Petra Schneider aus der DDR.
1983 bei den Panamerikanischen Spielen in Caracas siegte Tiffany Cohen über 400 Meter Freistil vor ihrer Landsfrau Cynthia Woodhead. Über 800 Meter Freistil gewann sie vor Marybeth Linzmeier. Die beste Schwimmerin aus einem anderen Land war auf beiden Strecken die Kanadierin Julie Daigneault, die jeweils die Bronzemedaille erschwamm.
Bei den olympischen Schwimmwettbewerben 1984 fand zunächst der Wettbewerb über 400 Meter Freistil statt. Tiffany Cohen schwamm im Vorlauf sechs Hundertstelsekunden schneller als die Britin Sarah Hardcastle. Im Finale siegte Cohen mit über drei Sekunden Vorsprung auf die Britin. Eine Sekunde hinter Hardcastle gewann mit June Croft die zweite Britin Bronze. Über 800 Meter Freistil schwamm Tiffany Cohen im Vorlauf die fünftschnellste Zeit, Vorlaufschnellste war ihre Landsfrau Michele Richardson. Im Endlauf siegte Cohen mit fast sechs Sekunden Vorsprung auf Richardson, dahinter erkämpfte Sarah Hardcastle den dritten Platz.
Tiffany Cohen schwamm auch während ihres Studiums an der University of Texas weiter. Ihre international beste Leistung war der vierte Platz über 400 Meter Freistil bei den Pan Pacific Swimming Championships 1987 in Brisbane.
Im Jahr 1987 beendete Cohen ihre aktive Laufbahn wegen Bulimie. 1996 wurde sie in die International Swimming Hall of Fame aufgenommen. Nach dem Studium in Texas schloss sie ein Psychologiestudium an der San Diego State University ab. Später zog Tiffany Cohen nach Florida, wo sie sich für Hospizpflege einsetzte, nachdem sie beim Tode ihres Vaters erlebt hatte, wie wichtig die Sterbebegleitung ist.